# Костел Успіння Пресвятої Діви Марії (Золочів)
Костел Внебовзяття Пресвятої Діви Марії (пол. kościół p.w. Wniebowzięcia Najświętszej Panny Marii))) — пам'ятка архітектури бароко в місті Золочеві Львівської області України. 
Наявністю лівої вежі з недобудованою правою нагадує Латинську катедру Львова.

## Назва
15 серпня РКЦ відзначає Внебовзяття Пресвятої Діви Марії, а церкви східного обряду 15 серпня за старим стилем — Успіння Пресвятої Богородиці.
Іноді в інтернет-ресурсах українською мовою стверджують, що це - костел Вознесіння Господнього або Вознесенський костел.

## Будівництво та історія
Фундатор колегії, монастиря, костелу оо. піярів — дідич Золочева, син короля Яна III Якуб Людвік Собєський.
Костел побудовано у 1731–1763 роках з цегли й каменю. Тринавний, центральна нава вища за бічні. Головний фасад на п'ять осей, має п'ять заглибин для розміщення скульптур. Фасад у три яруси, має горизонтальні карнизи і оздобу пілястрами. На першому ярусі пілястри іонійського, на другому — коринфського ордерів. Напівциркульні заглибини оздоблені рослинними візерунками доби пізнього бароко. Центральний портал підкреслено невеличким балконом з кованою ґраткою. Фасад має лише одну вежу ліворуч.
У 1838 році став парафіяльним костелом у Золочеві. Тоді була проведена його реставрація (інші дані — 1878) році. 1842 року коштом дідича Залізців (короткий час — також Бучач), графа Матеуша Мйончинського встановили годинник на вежі костелу. Дах костелу вкрили оцинкованим бляхою, в заглибини поставили п'ять скульптур, що збереглися. У 19 столітті виконані стінописи за вівтарем і на склепіннях головної нави. Вдруге реставрація відбулася у 1907 році.
Костел визнано видатним зразком архітектури бароко на теренах України.

## Галерея

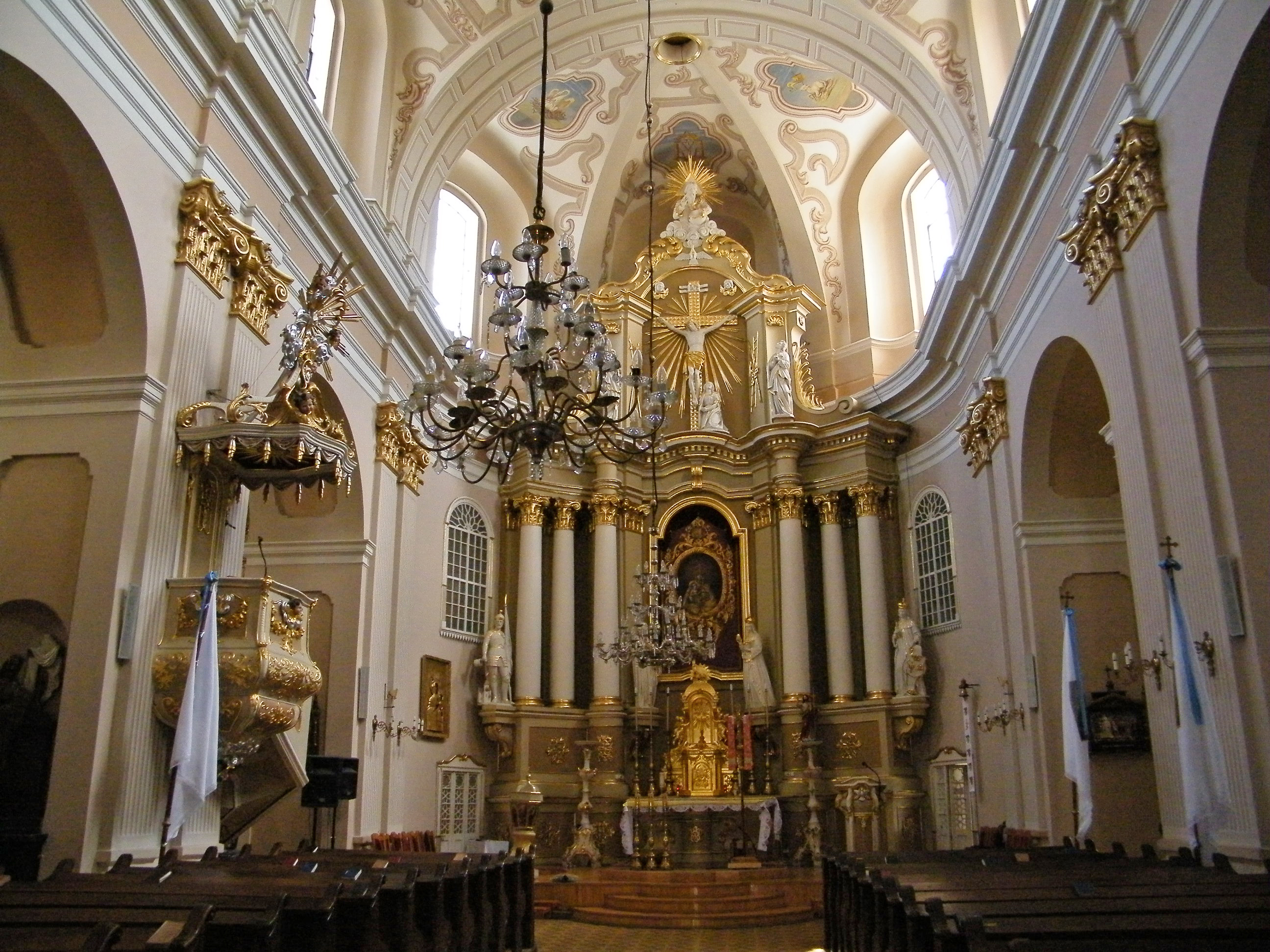
Нава та головний вівтар
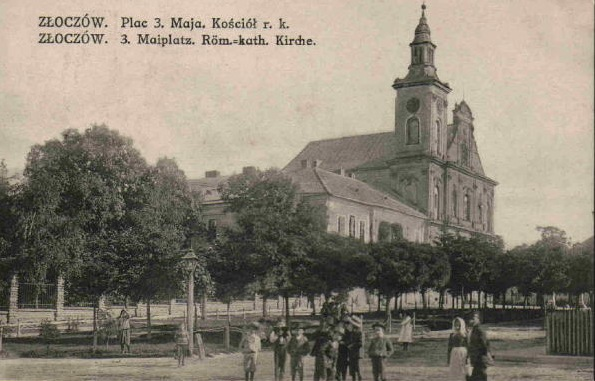
Костел (поч. XX ст.)
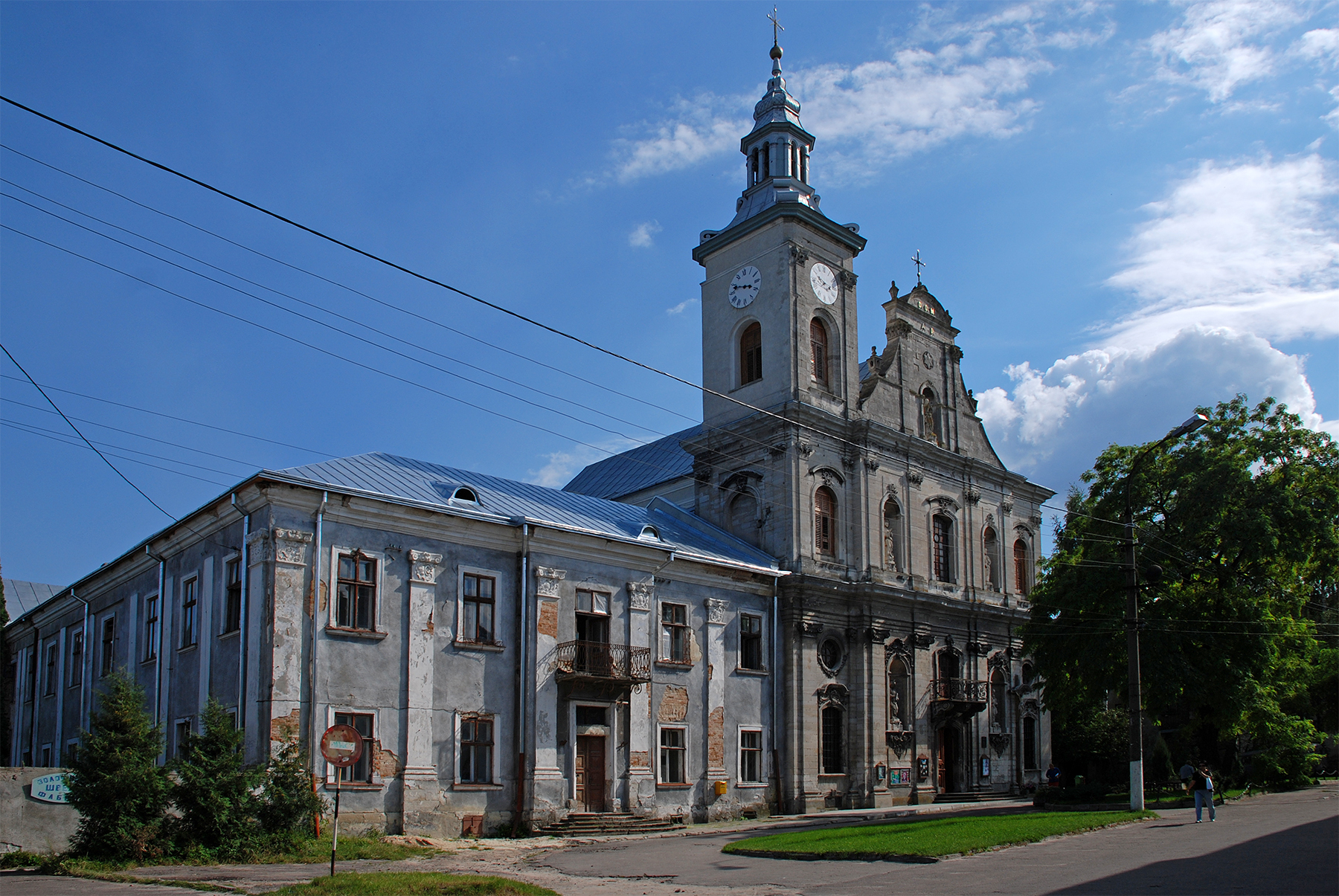
Корпус келій та костел
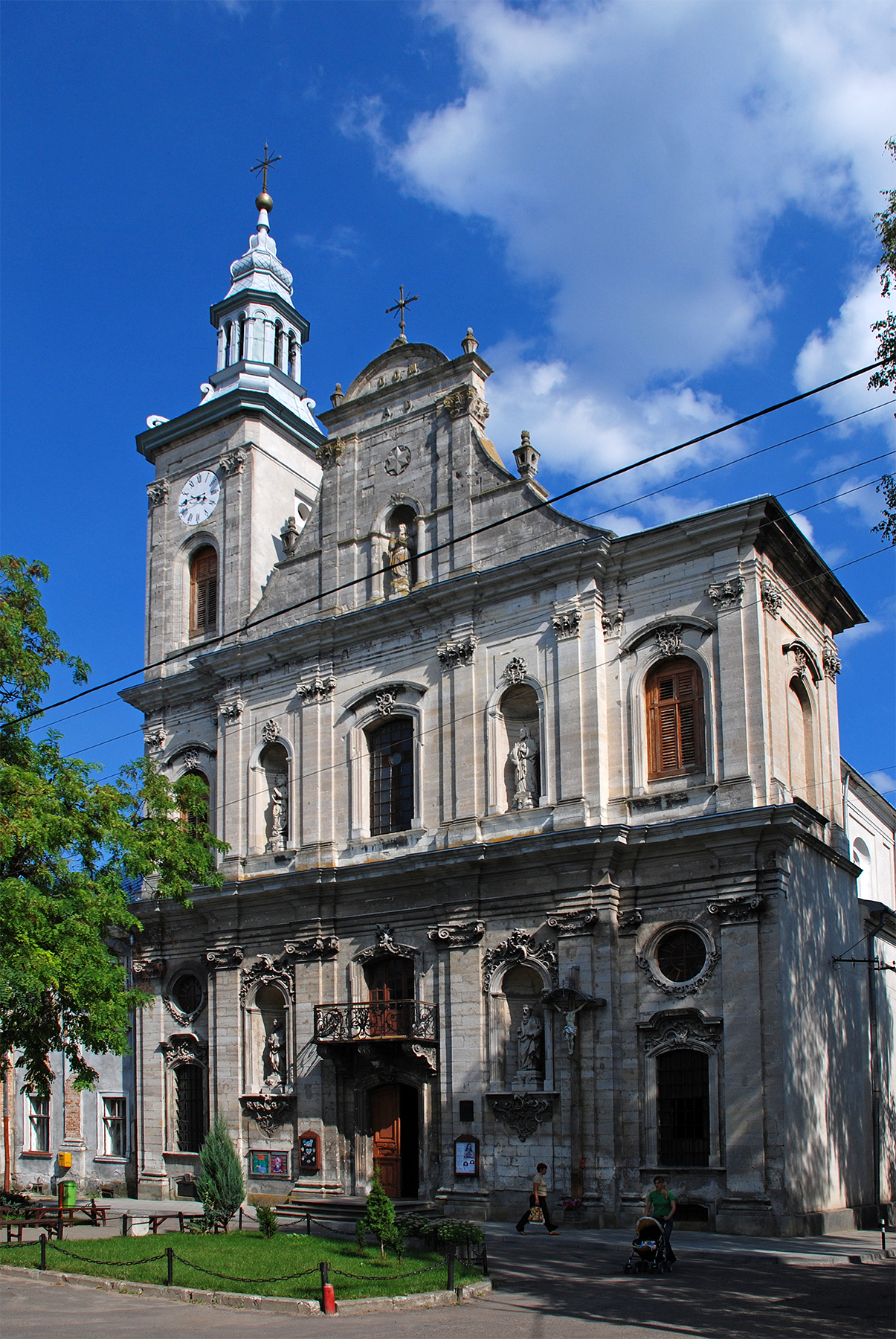
Головний фасад
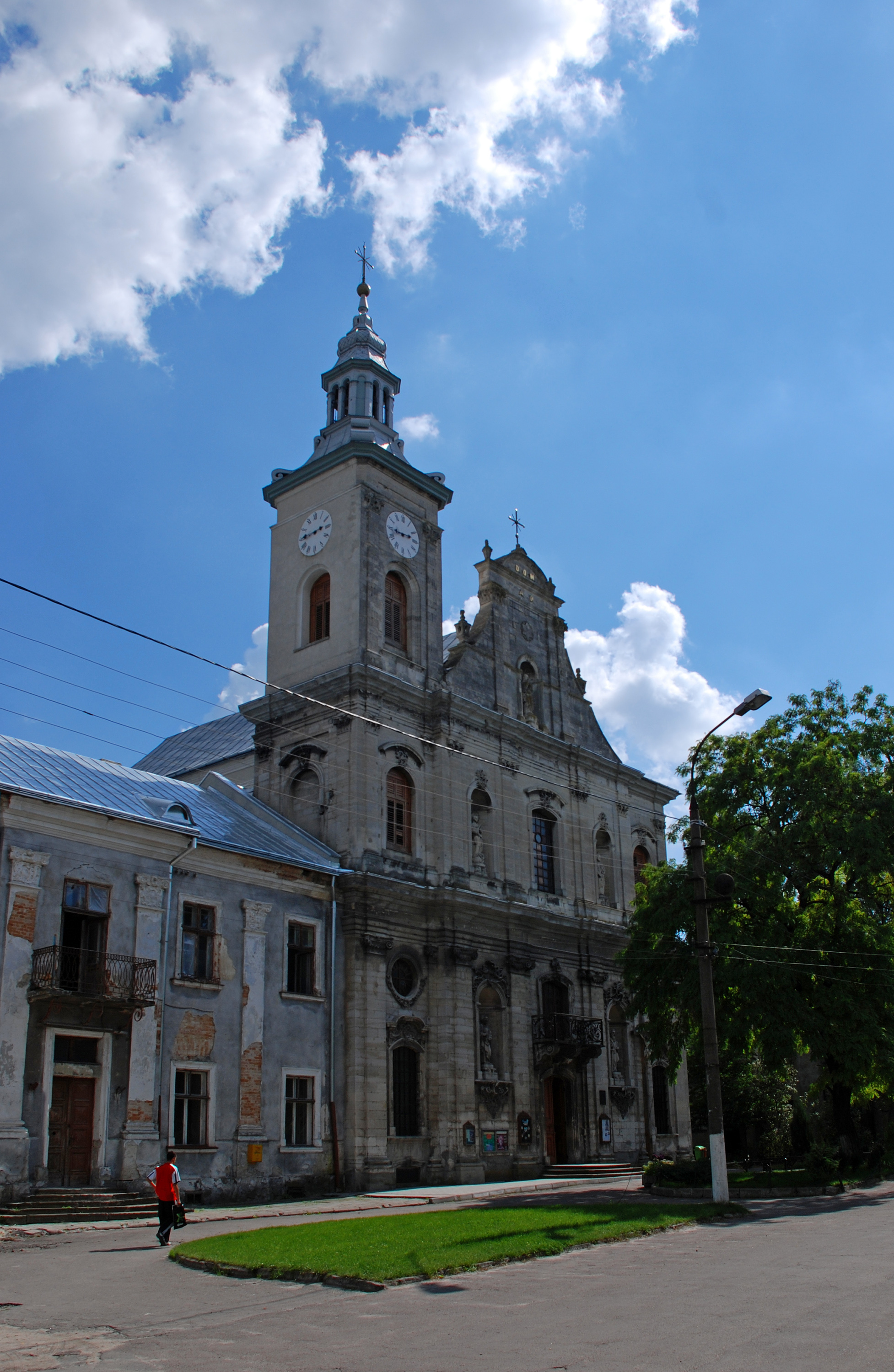
Костел до реставрації
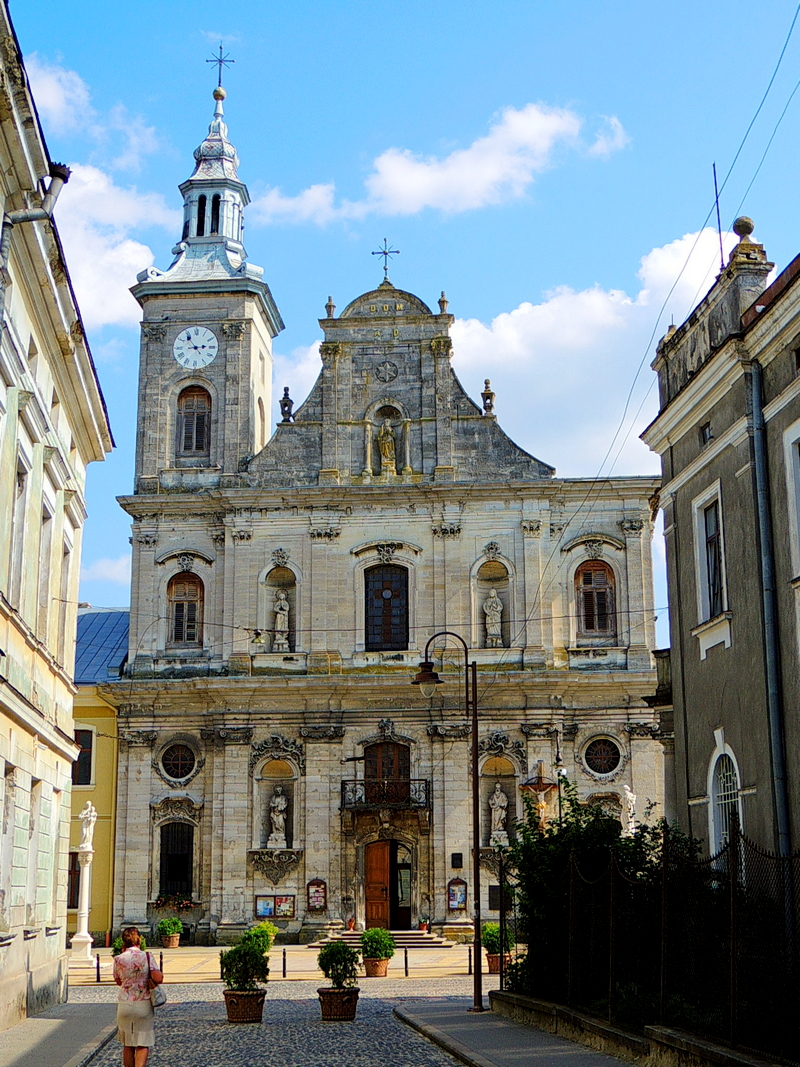
Вигляд з вулиці Леха Качинського
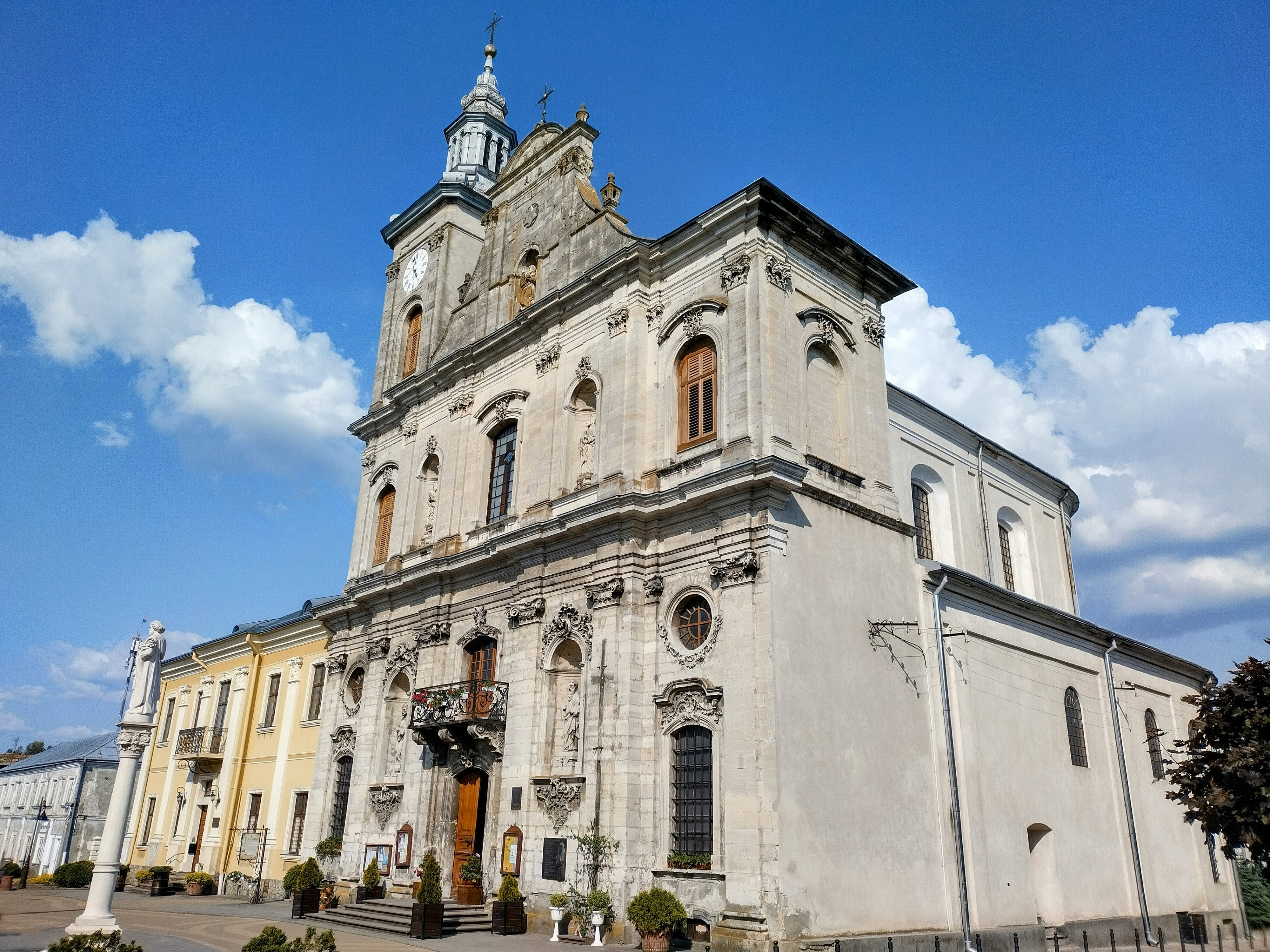
Вигляд з вулиці Григорія Сковороди
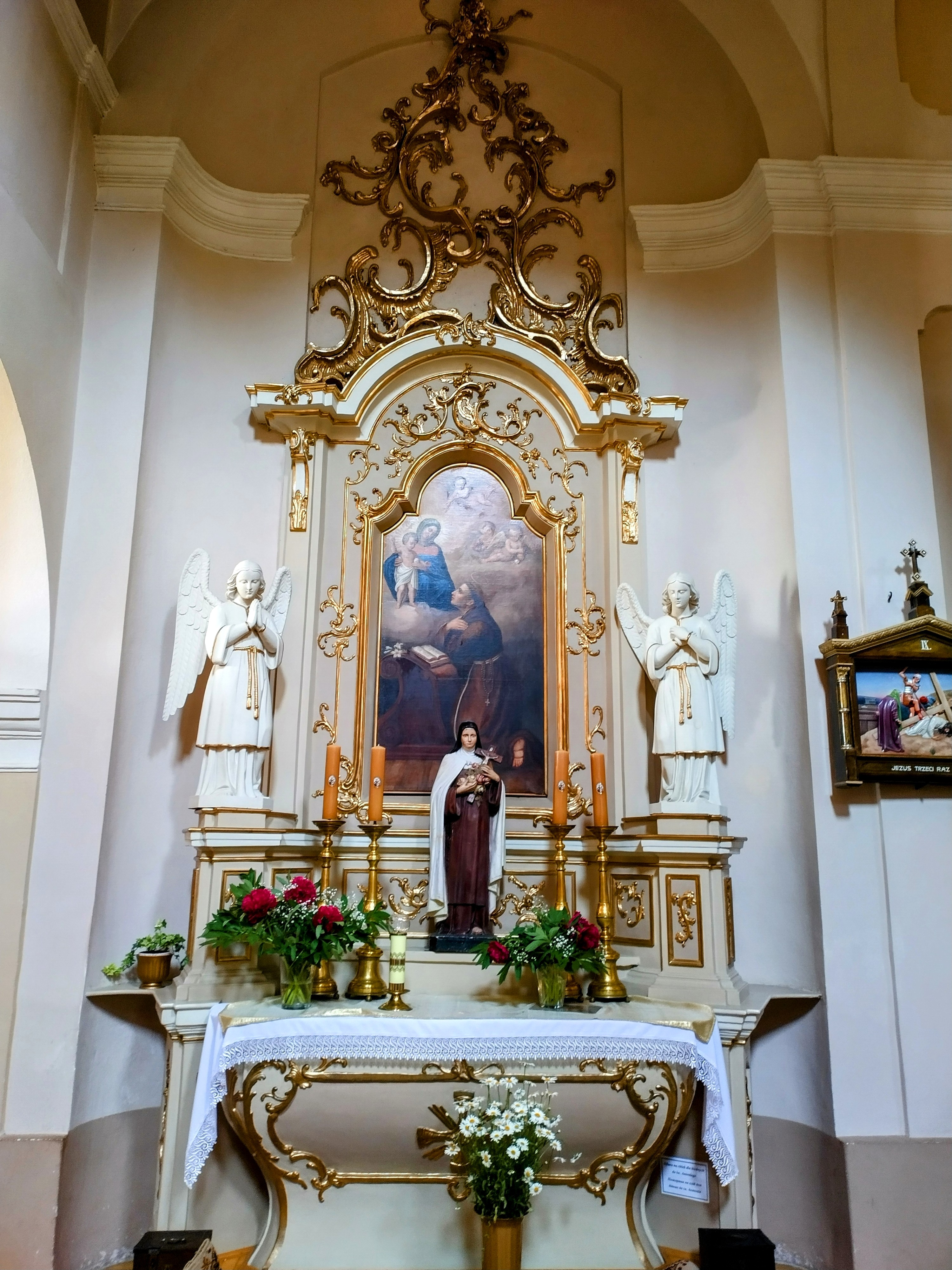
Внутрішній інтер'єр
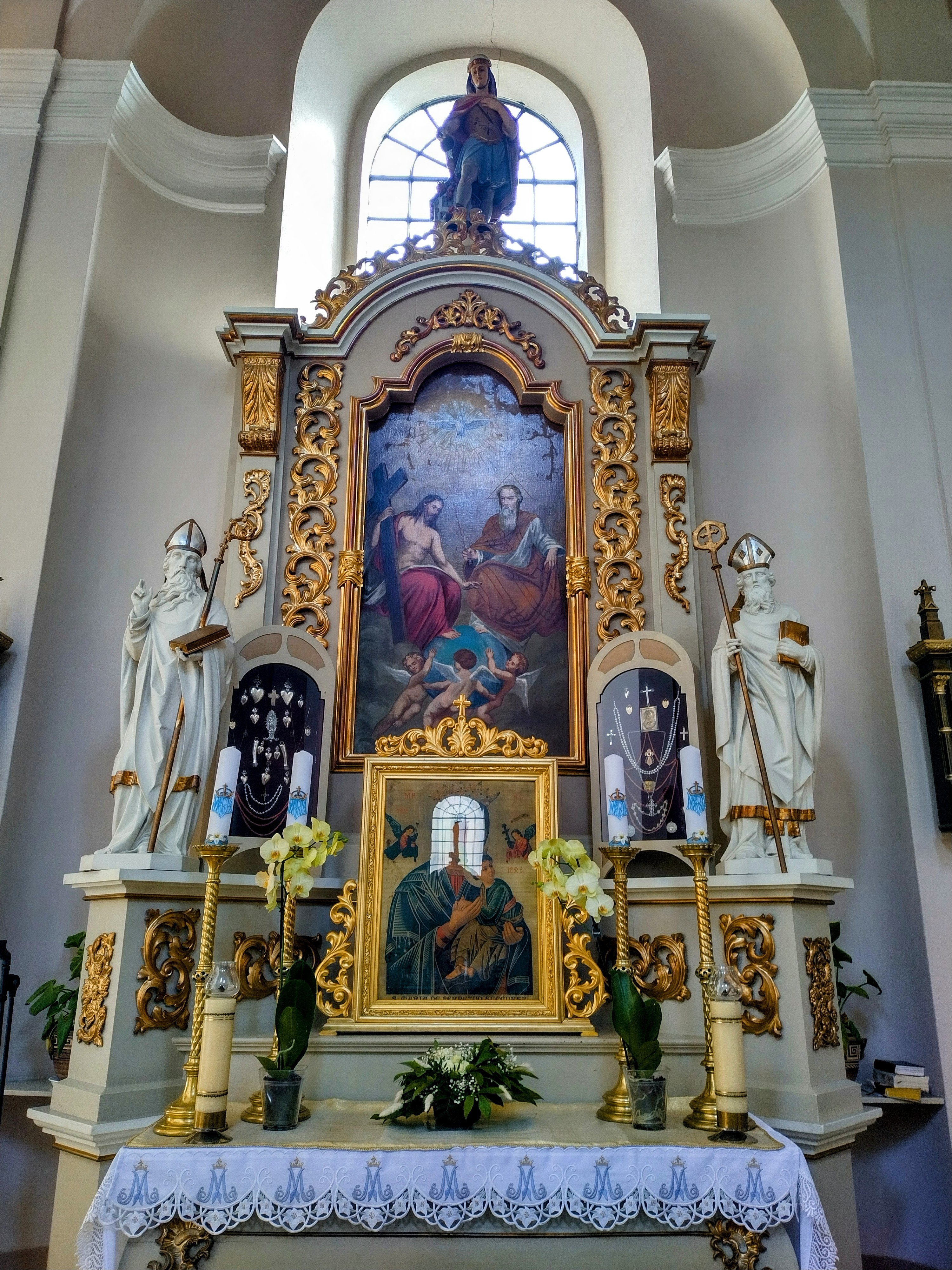
Бічний вівтар
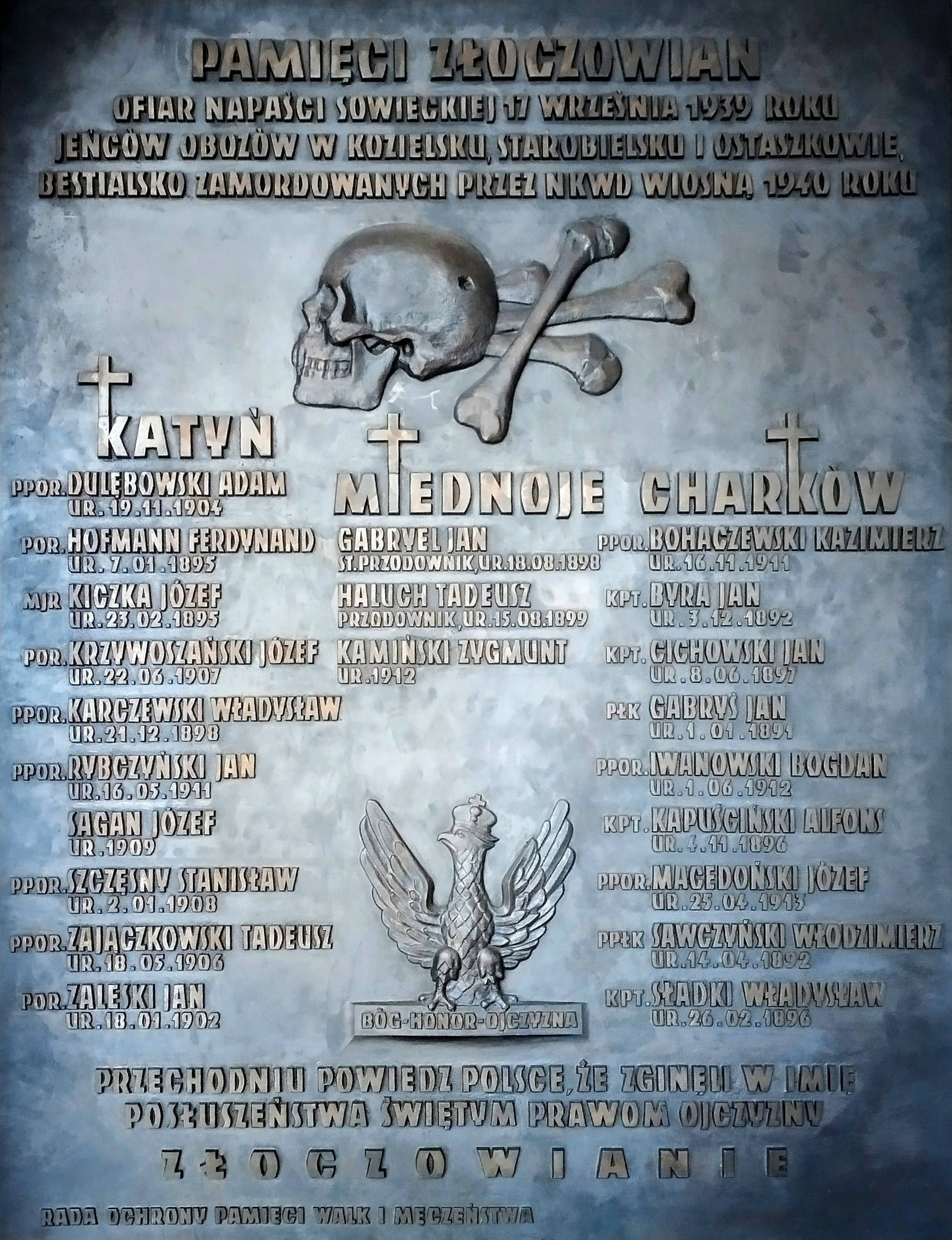
Меморіальна таблиця загиблим мешканцям Золочіва